# Vijfhoekige rotonde
Een vijfhoekige rotonde is in de meetkunde het johnsonlichaam J6. Het is een rotonde, in de meetkundige zin van het woord, en de enige rotonde die een johnsonlichaam is.
Wanneer twee vijfhoekige rotondes met hun tienhoekige grondvlak tegen elkaar worden geplakt ontstaat een icosidodecaëder, dat is een archimedisch lichaam, of een gedraaide icosidodecaëder, dat is een ander johnsonlichaam. 
De 92 johnsonlichamen werden in 1966 door Norman Johnson benoemd en beschreven.

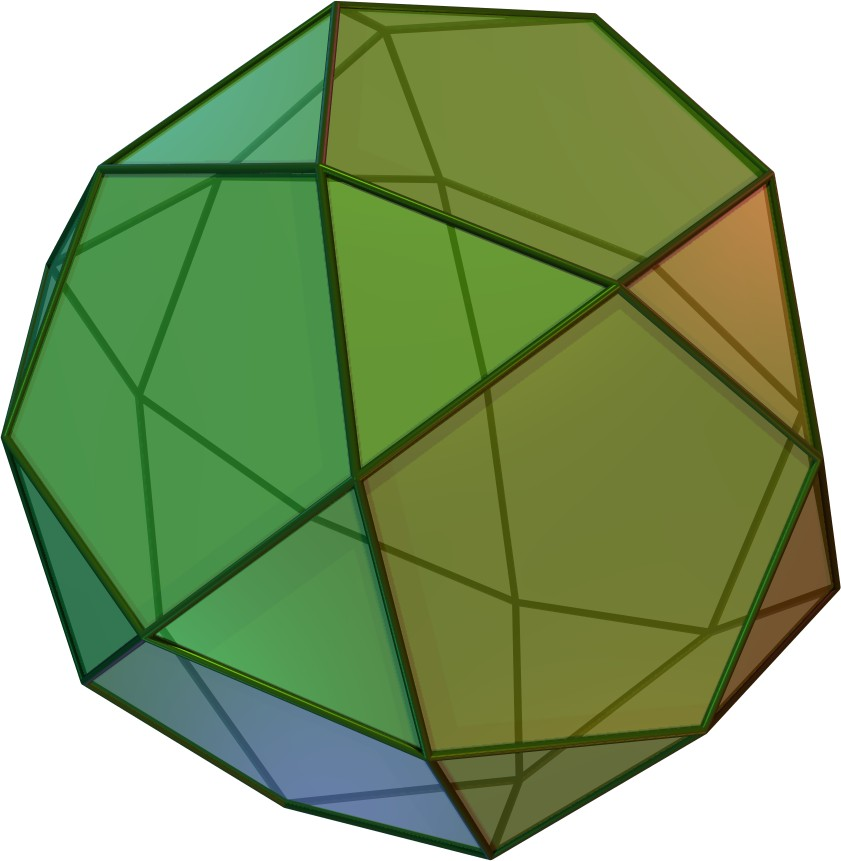
icosidodecaëder
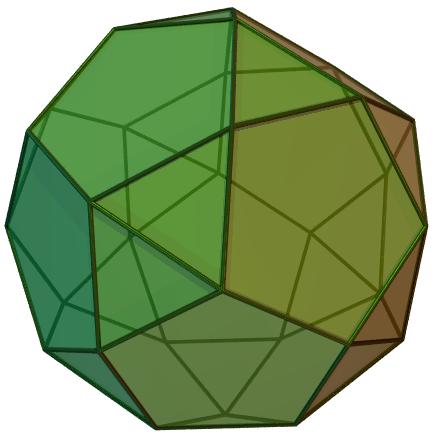
gedraaide icosidodecaëder

- (en)  MathWorld. Pentagonal Rotunda